# فرودگاه سلطان‌پور
فرودگاه سلطان‌پور (به انگلیسی: Sultanpur Airport) (به زبان بومی: सुल्तानपुर एयरपोर्ट) یک فرودگاه همگانی است که یک باند فرود آسفالت دارد. این فرودگاه در کشور هند قرار دارد .